# Anabel Torres
Anabel Torres (* 1948 in Bogotá) ist eine kolumbianische Dichterin und Übersetzerin. 
Sie studierte Moderne Sprachen an der Universität Antioquia (Master am Institut für Sozialkunde in Den Haag). Sie war stellvertretende Direktorin der kolumbianischen Nationalbibliothek (Biblioteca Nacional de Colombia).

## Werke
- Casi poesía (1975)
- La mujer del esquimal (1981)
- Las bocas del amor (1982)
- Poemas (1987)
- Medias nonas (1992)
- Poemas de guerra (Barcelona, 2000)
- En un abrir y cerrar de hojas (Zaragoza, España, 2001)
- Agua herida (2004)
- El origen y destino de las especies de la fauna masculina paisa (2009)

## Auszeichnungen
- Premio nacional de poesía Universidad de Nariño, 1974
- Premio nacional de poesía Universidad de Antioquia, 1980
- Premio nacional de poesía de Roldanillo, Ediciones Embalaje, Museo Rayo, 1987

## Referenzen
- TORRES, Anabel. Medias Nonas. Editorial Universidad de Antioquia, Colección Celeste. 242 páginas, Medellín, 1992. ISBN 9586550346
- TORRES, Anabel. Agua herida. Ediciones Árbol de papel, Bogotá, 2004. ISBN 9583361119